# Castletown (Schotland)
Castletown (Schots-Gaelisch: Baile a' Chaisteil) is een kustdorp in het noorden van de Schotse lieutenancy Caithness in het raadsgebied Highland. De plaats heeft ongeveer 800 inwoners.
Het dorp ligt langs weg A836 tussen John o' Groats in het oosten en Thurso en Tongue in het westen. Vanuit Castletown loopt weg B876 zuidwestwaarts richting Wick. Het relatief vlakke, door grasland gedomineerde landschap rond het dorp is dunbevolkt. De dichtstbijzijnde grotere plaats is Thurso op 8,3 kilometer afstand.
Hoewel de naam anders doet vermoeden heeft Castletown geen kasteel. Een groot deel van het dorp ligt in een gebied dat bekend staat als Stanergill. Het kleine riviertje Stanergill Burn was vroeger de oostelijke grens van de bebouwde kom. Het stroomt nu door het oostelijke deel van het dorp en eindigt via de baai van Dunnet in de Atlantische Oceaan.
Stanergill betekent 'stenen vallei'. Een groot deel van Castletown werd gebouwd in de negentiende eeuw, toen Caithness een belangrijke producent van flagstones was. Een groot deel van dit natuursteen werd verwerkt en verscheept in het havengebied, dat Castlehill werd genoemd. In veel straten van onder meer Londen en Edinburgh zijn stenen uit Castletown te vinden.